# Francesco Ventretti
Francesco Ventretti (1713 – 1784) è stato un matematico italiano.

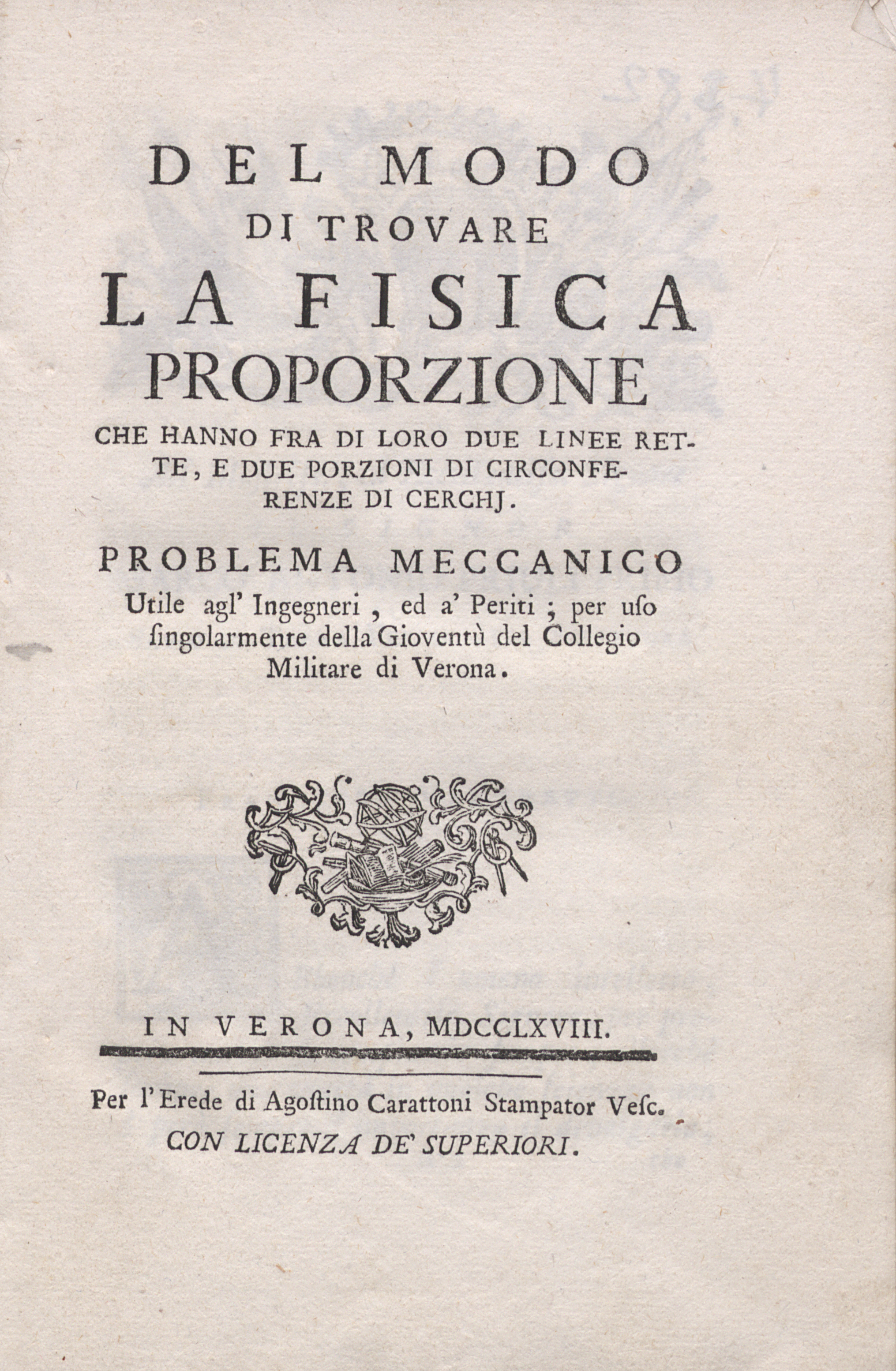
Del modo di trovare la fisica proporzione che hanno fra di loro due linee rette e due porzioni di circonferenze di cerchj, 1768

Era professore al collegio militare di Verona e inventò l'orosmetro nel 1773. Le sue opere suscitarono una risposta di Gaetano Marzagaglia.

## Opere
- Francesco Ventretti, Genesi di tutti li triangoli rettangoli numerici, In Verona, Antonio Andreoni, 1752. URL consultato il 15 giugno 2015.
- Francesco Ventretti, Del modo di trovare la fisica proporzione che hanno fra di loro due linee rette e due porzioni di circonferenze di cerchj, In Verona, Agostino Carattoni, 1768. URL consultato il 15 giugno 2015.
- Francesco Ventretti, Dialoghi matematici, In Verona, Dionigi Ramanzini, 1789. URL consultato il 15 giugno 2015.